# Saintes-Maries-de-la-Mer
Saintes-Maries-de-la-Mer (in occitano provenzale Lei Santas / Lei Santei Marias de la Mar secondo la norma classica o Li Santo / Li Sànti Marìo de la Mar secondo la norma mistraliana, in occitano medievale La Vila de la Mar / Nòstra Dòna de la Mar) è un comune francese situato nel dipartimento delle Bocche del Rodano della regione della Provenza-Alpi-Costa Azzurra. È anche un luogo di pellegrinaggio e una stazione balneare.

## Storia
La prima citazione relativa all'abitato risale al IV secolo, da parte del poeta e geografo Festo Avieno, che segnalava un oppidum priscum Ra, un'antica fortezza dedicata a Ra, dio egizio, forse su un'isola del delta paludoso del Rodano. In era cristiana si sarebbe corrotto in ratis, cioè "zattera" o "isolotto". Da qui l'antico nome di Notre Dame de Ratis, poi Notre Dame de Radeau (isolotto) e infine Notre Dame de la Mer.
Il nome attuale risale al 1838. Le "Marie" che danno il nome al paese sono Maria Salome e Maria Jacobé, con Maria Maddalena, che secondo la leggenda sarebbero arrivate in questi luoghi assieme alla serva Sara la Nera, dopo aver vagato in mare su una barca priva di remi. Le statue delle tre donne si trovano nella chiesa del paese: le due Marie raffigurate sulla barca, scultura che viene portata in processione nella ricorrenza dello sbarco, mentre a Sara, diventata la patrona dei gitani, è dedicata la statua nella cripta.
Diverse leggende narrano che una barca sulla quale si trovavano molti seguaci di Gesù di Nazareth in fuga dalla Palestina (oltre alle tre Marie, Marta di Betania, Lazzaro, Massimino, la serva Sara la Nera) approdasse su questi lidi dopo le prime persecuzioni in patria e che qui questi personaggi portassero il credo cristiano. Accadde, questo, nel 48.
Dapprima giunsero nel territorio dell'odierna Martigues, a la Couronne, dove dopo lungo peregrinare trovarono finalmente un pozzo di acqua potabile: per tal motivo il luogo d'approdo è chiamato ancora oggi Santo Terro, "santa terra", dove vi è una cappella dedicata alla Santa Croce, la chiesetta della Sainte-Croix, il famoso pozzo e la supposta impronta di un piede di Lazzaro. Due volte l'anno vi è una processione alla cappella. Da qui, imbarcata l'acqua potabile necessaria, i santi personaggi avrebbero proseguito per la Camargue.
Dall'abitato di Saintes-Maries-de-la-Mer, mentre Maddalena si sarebbe diretta verso Saint-Maximin-la-Sainte-Baume, Lazzaro a Marsiglia, Marta a Tarascona, Maria Salomé, Maria Jacobé e Sara si sarebbero stabilite vicino all'oppidum evangelizzando la regione. Una famosa versione di questa storia è contenuta nella Legenda Aurea di Jacopo da Varazze (sec. XIII).
La leggenda vuole anche che le paludi della Camargue fossero abitate da un terribile mostro, la Tarasca, che terrorizzava la popolazione. Santa Marta, con la sola preghiera, lo fece rimpicciolire in dimensioni tali da renderlo innocuo, e lo condusse nella città di Tarascona. Qui però i cittadini terrorizzati uccisero la creatura.

### Simboli
Questo stemma, ma con il campo di azzurro, venne concesso nel 1449 dal duca René. È stato adottato ufficialmente nel 1966.
Vi sono raffigurate le "Marie", Maria Jacobé e Maria Salome che, secondo la leggenda, giunsero, in fuga dalla Palestina su una barca senza timone.

## Monumenti e luoghi d'interesse

### La chiesa

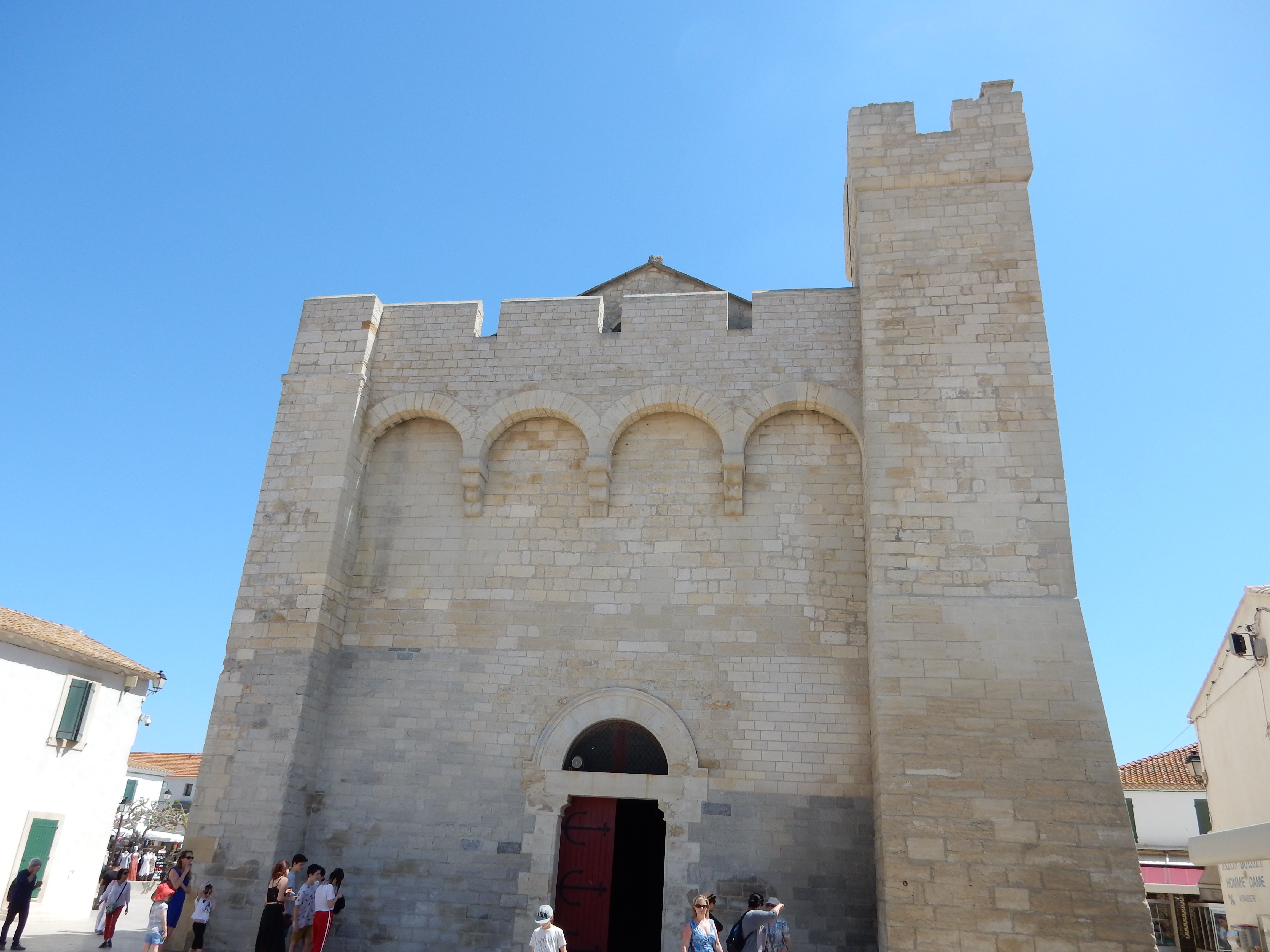
Facciata della Chiesa

Monumento principale del paese, la chiesa ha da sempre avuto un'importante funzione strategica ancor prima che religiosa. Costruita tra i secoli IX e XI come una vera e propria fortezza serviva come torre di avvistamento e per proteggere gli abitanti dai pirati saraceni che allora imperversavano nella regione.

È composta da un'unica navata dritta, priva di ornamenti, ed è alta 15 metri. Sul tetto c'è un passaggio per la ronda con feritoie e merli. Le feritoie sono presenti anche sui muri perimetrali. Su una facciata laterale è presente una croce della Camargue.

All'interno è presente anche un pozzo di acqua dolce.
Sul fondo dell'attuale cripta vennero rinvenute, nel 1448, dei resti considerati reliquie delle due sante che furono poi bruciate durante la Rivoluzione francese.

## Economia

### Turismo
Nota località turistica situata nel cuore della Camargue, è conosciuta per le sue bellezze naturali ed architettoniche. A maggio vi si tiene uno fra i più importanti raduni di popolazioni nomadi provenienti da ogni parte d'Europa e che si ritrovano attorno all'arena (la locale plaza de toros) nella quale si tengono ancor oggi delle corride non cruente, chiamate course à la cocarde.
Le spiagge situate ad est della cittadina composte di sabbia finissima, sono eccezionali sia per la loro lunghezza che per la larghezza. Saintes-Maries-de-la-Mer è punto di partenza per safari fotografici nelle acque paludose del delta del fiume Rodano. Numerosi sono i possibili itinerari naturalistici in bicicletta e a cavallo.

## Amministrazione

### Gemellaggi
- Sainte-Marie, dal 1977
- Grosseto, dal 2000
- Villamanrique de la Condesa, dal 2000

## Società

### Evoluzione demografica
Abitanti censiti

## Citazioni letterarie
In uno dei più noti romanzi di successo dello scrittore brasiliano Paulo Coelho, La strega di Portobello, viene citato il viallaggio di Saintes-Maries-de-la-Mer, come luogo di pellegrinaggio e adorazione della statua di Santa Sara da parte delle comunità Rom, essendo Santa Sara la protettrice degli stessi Rom: "Tutti i gitani sono uniti nella religione dall'adorazione di Santa Sara, i cui resti mortali si trovano a Saintes-Maries-de-la-Mer" (p. 125-126, Bompiani, Milano 2007)
Il piccolo borgo è citato nella canzone "Mara e il maestrale" dall'album L'uomo che viaggiava nel vento e altri racconti di brezze e correnti del rapper reggiano Murubutu.
I romanzi di Mirko Lamonaca, "Il colore delle nuvole basse" e "Le stelle si spengono" sono ambientati a Saintes-Maries-de-la-Mer.